# Олифиренко, Сергей Алексеевич
Серге́й Алексе́евич Олифиренко (11 марта 1953, Москва — 13 августа 2010, Задонск, Липецкая область) — советский и российский режиссёр, художник-постановщик и художник-мультипликатор мультипликационных фильмов.

## Биография
Сергей Алексеевич Олифиренко родился 11 марта 1953 года в Москве.
Свой путь в профессию Олифиренко начал в 14 лет. Учился в детской художественной школе и проходил курсы художников-мультипликаторов. Работал на студиях «Мульттелефильм».
Умер от инсульта на своей даче в Задонске на 57-м году жизни.

## Фильмография

### Работа над фильмом
- 1997 — «Долгое путешествие»

### Художник-постановщик
- 1983 — «Лягушонок»
- 1996 — «Бунт кукол»

### Режиссёр
- 1980 — «Хитрые старушки»
- 1981 — «Бибигон»
- 1983 — «Лягушонок»
- 1983 — «Сто пуговиц»
- 1988 — «Уважаемый леший»
- 1989 — «Квартет для двух солистов»
- 1990 — «Как Ниночка царицей стала»
- 1990 — «Коллаж»
- 1992 — «Машенька»
- 1995 — «Считалка для троих»
- 1996 — «Бунт кукол»
- 1998 — «Кентерберийские рассказы» (серия «Рассказ продавца индульгенций»)
- 2002 — «Персефона»
- 2008 — «Как помирились Солнце и Луна» (Гора самоцветов)

### Художник-мультипликатор
- 1975 — «Волк и семеро козлят на новый лад»
- 1975 — «Дядя Фёдор, пёс и кот»
- 1976 — «Незнайка в Солнечном городе»
- 1976 — «Заколдованное слово»
- 1976 — «Праздник непослушания»
- 1977 — «Бабушка удава»
- 1977 — «Куда идёт слонёнок?»
- 1977 — «Одна лошадка белая»
- 1977 — «Самый маленький гном» (в выпусках 2, 4)
- 1977 — «Солнышко на нитке»
- 1978 — «А вдруг получится!..»
- 1978 — «Догони-ветер»
- 1978 — «Метаморфоза»
- 1978 — «Привет мартышке»
- 1978 — «Чудеса среди бела дня»
- 1979 — «Домашний цирк»
- 1979 — «Жёлтый слон»
- 1979 — «Завтра будет завтра»
- 1979 — «Зарядка для хвоста»
- 1979 — «Последние волшебники»
- 1979 — «Про щенка»
- 1980 — «Шарики-фонарики»
- 1981 — «Бибигон»
- 1981 — «Ёжик плюс черепаха»
- 1982 — «Боцман и попугай»
- 1983 — «Лягушонок» (в к/а «Весёлая карусель» № 14)
- 1983 — «Сто пуговиц» (в к/а «Весёлая карусель» № 13)
- 1984 — «Волк и телёнок»
- 1984 — «Как щенок учился плавать»
- 1984 — «Не хочу и не буду!»
- 1984 — «Про Буку»
- 1984 — «Чёрно-белое кино»
- 1985 — «Падающая тень»
- 1985 — «Пудель»
- 1986 — «Банкет»
- 1986 — «Дверь»
- 1987 — «Пока я не вернусь…»
- 1987 — «Про Верблюжонка»
- 1987 — «Три лягушонка»
- 1987 — «Щенок и старая тапочка»
- 1988 — «Большой подземный бал»
- 1988 — «Мы идём искать»
- 1988 — «Уважаемый леший»
- 1989 — «Античная лирика»
- 1989 — «Какой звук издаёт комар?»
- 1989 — «Квартет для двух солистов»
- 1989 — «Цель»
- 1990 — «Как Ниночка царицей стала»
- 1991 — «Ванюша и космический пират»
- 1991 — «Комната смеха»
- 1991 — «На чёрный день»
- 1991 — «Ненаглядное пособие»
- 1992 — «Машенька»
- 1992 — «Шарман, Шарман!»
- 1993 — «Деревенский водевиль»
- 1993 — «Муравьиный Ёжик»
- 1995 — «Считалка для троих»
- 1996 — «Бунт кукол»
- 1998 — «Кентерберийские рассказы»
- 1999 — «Чудотворец»

Скульптор артикуляции
- 1999 — «Чудотворец»

## Награды
- 1992 — «Машенька» — Приз за режиссуру на II МФАФ «Крок», 1993.[2]